# Гросс, Марио
Ма́рио Гросс (нем. Mario Gross) — швейцарский кёрлингист и тренер по кёрлингу.
В составе мужской сборной Швейцарии участник чемпионата мира 1989 (заняли шестое место). Двукратный чемпион Швейцарии среди мужчин. В составе юниорской мужской сборной Швейцарии участник двух юниорских чемпионатов мира. Двукратный чемпион Швейцарии среди юниоров-мужчин.
В основном играл на позиции первого.

## Достижения
- Чемпионат мира по кёрлингу среди мужчин: серебро (1989).
- Чемпионат Швейцарии по кёрлингу среди мужчин: золото (1986, 1989).
- Чемпионат Швейцарии по кёрлингу среди юниоров: золото (1980, 1981).

## Команды
| Сезон   | Четвёртый       | Третий           | Второй         | Первый            | Турниры                                          |
| ------- | --------------- | ---------------- | -------------- | ----------------- | ------------------------------------------------ |
| 1979—80 | Рико Зимен      | Томас Клей       | Юрг Дик        | Марио Гросс       | ЧШЮ 1980                                         |
| 1980—81 | Рико Зимен      | Томас Клей       | Юрг Дик        | Марио Гросс       | ЧМЮ 1981 (6 место) · ЧШЮ 1981                    |
| 1981—82 | Рико Зимен      | Yves Hugentobler | Юрг Дик        | Марио Гросс       | ЧМЮ 1982 (5 место)                               |
| 1985—86 | Юрг Таннер      | Патрик Хюрлиман  | Патрик Лёртшер | Марио Гросс       | ЧЕ 1985 (5 место) · ЧШМ 1986 · ЧМ 1986 (5 место) |
| 1988—89 | Патрик Хюрлиман | Андреас Хенни    | Патрик Лёртшер | Марио Гросс       | ЧШМ 1989 · ЧМ 1989                               |
| 2003—04 | Патрик Хюрлиман | Патрик Лёртшер   | Марио Гросс    | Марко Баттилана   | [ 3 ]                                            |
| 2003—04 | Штефан Трауб    | Марио Гросс      | Дидье Шабло    | Hans-Martin Moser | [ 4 ]                                            |

(скипы выделены полужирным шрифтом)

## Результаты как тренера национальных сборных
| Год  | Турнир                                   | Сборная             | Место |
| ---- | ---------------------------------------- | ------------------- | ----- |
| 2004 | Чемпионат Европы по кёрлингу 2004        | Швейцария (женщины) | 2     |
| 2005 | Чемпионат Европы по кёрлингу 2005        | Швейцария (женщины) | 2     |
| 2006 | Кёрлинг на зимних Олимпийских играх 2006 | Швейцария (женщины) | 2     |